# أحمد بن يوسف الملياني
أبو العباس أحمد بن يوسف الراشدي الملياني، من أشهر مشايخ الصوفية بالجزائر والمغرب العربي في بداية القرن العاشر الهجري/ السادس عشر ميلادي. ساهم في بداياته بنشر الطريقة الشاذلية والزروقية، ثم بدأ بنشر طريقته الخاصة به المعروفة بالراشدية. انتسبت إليه عدة طرق صوفية أبرزها الطريقة اليوسفية المعروفة أيضا بالشّرّاقة والعكاكزة المثيرة للجدل بالمغرب الأقصى. وكانت له أدوار سياسية هامة إذ اشتهر بمعارضته لحكام الدولة الزيانية بالمغرب الأوسط وتحالفه مع الإخوة بربروس والبحارة الأتراك بعد ظهورهم بمدينة الجزائر، كما كانت له مراسلات مع حكام الدولة الوطاسية للدفاع عن أتباعه بالمغرب الأقصى، وكانت لبعض أتباع طريقته مواجهات مع حكام البلاد المختلفين لزمن طويل بعد وفاته.

## معلومات شخصية

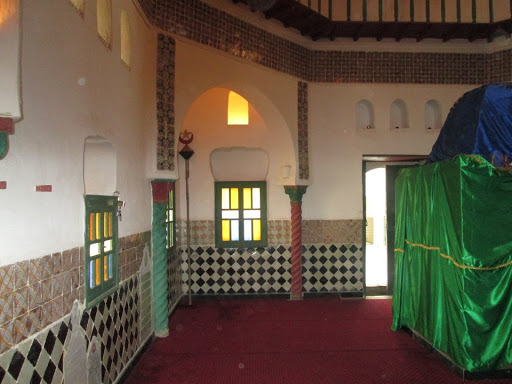
ضريح أحمد بن يوسف من الداخل بمليانة

### مولده ونسبه
أبو العباس أحمد بن محمد بن أحمد بن عبد الله بن يوسف الراشدي، ولد حوالي سنة 840 هـ/ 1437 م بقرية رأس الماء قرب قلعة بني راشد المعروفة أيضا بقلعة هوارة، التابعة آنذاك للدولة الزيانية بأراضي المغرب الأوسط (بلدية القلعة تابعة حاليا لدائرة يلل بولاية غليزان غرب الجزائر). 

أبوه أبو عبد الله محمد وأمّه آمنة بنت يحيى بن أحمد بن علي الغريسي، وذكر البعض أن  يوسف أبو يعقوب هو أبوه وليس جدّه الأعلى. اختلفت الروايات في تحديد نسبه وأصله، ذكر ابن الصباغ القلعي وهو أول وأهم من ترجم لأحمد بن يوسف بأنه راشدي النسب والدار أي أنه من قبيلة بني راشد فرع من زناتة الأمازيغية يستوطنون معسكر وغليزان، وكان يتحدث غالبا بالزناتية إحدى لهجات الأمازيغية وهي لغته الأم. وذكر غيره بأنه من دامود أحد قصور واحات توات يسكنه فرع من قبيلة مغراوة الزناتية. وذكر آخرون بأن جدّه الأعلى هو يوسف بن عبد الجليل بن يمداس بن منصور... ينتهي نسبه إلى الأدارسة، انتقل أجداده من مراكش إلى نواحي فيجيج وسجلماسة في مجال قبيلة بني مرين الزناتية وانتقل سلفه منها إلى قلعة بني راشد ولذلك عرف بالمريني. وذكر بعض المؤرخين أن بعض المتأخرين هم الذين ابتدعوا نسبه إلى الأشراف الأدارسة.

### أسرته
تزوج أحمد بن يوسف على الأقل 4 نساء كان له منهم ذرية ويعرف من أزواجه وأبناءه:
- سْتّي بنت عمرو المشرفي التراري، أنجبت له محمد الصغير المدعو أمزيان وابنته آمنة.
- عائشة الزغلة بنت قادة بن مرزوقة، أنجبت له ابنه وخليفته على طريقته وزاويته محمد المدعو بن مرزوقة لشبهه بجده.
- كَلِيلة بنت محمد الدرجي
- خديجة بنت محمد المريني

و كانت له ابنة أخرى اسمها عائشة من زوجة أخرى.

 وذكر الوزان أن له أربع زوجات وعدة إماء، أنجبن له عدة أولاد ذكورا وإناثا، وكان له الكثير من الخدم، وقد تزوج أولاده أيضا وأنجبوا له أحفادا وبلغ مجموع أهله أكثر من مئة وخمسين نسمة يعولهم جميعا.

### وفاته
توفي في صفر سنة 931 هـ / ديسمبر 1524 م بقرية الخربة (العامرة حاليا) بنواحي مدينة عين الدفلى.

## حياته الدينية

### دراسته وشيوخه

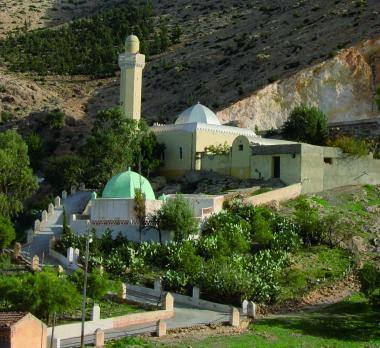
مسجد قلعة هوارة

لا يعرف الكثير عن الحياة المبكرة لأحمد بن يوسف بقرية برأس الماء، وربما يكون قد تعلم مبادئ القراءة والكتابة وحفظ بعضا من القرآن في كتاتيب قريته أو بقلعة بني راشد، ويذكر البعض أنه أخذ عن علماء تلمسان ووهران.
رحل إلى مدينة بجاية حيث التقى بالشيخ أحمد زروق البرنسي، أحد مشاهير الصوفية، ولد بفاس وتوفي بمصراتة، أقام مدة ببجاية أين أسس زاوية سيدي زروق سنة 884 هـ/1479 م. تتلمذ أحمد بن يوسف على يد الشيخ زروق، وهو الذي أدخله الخلوة وألبسه الخرقة الصوفية. وأخذ عنه علوم القرآن والسيرة النبوية والتصوف.

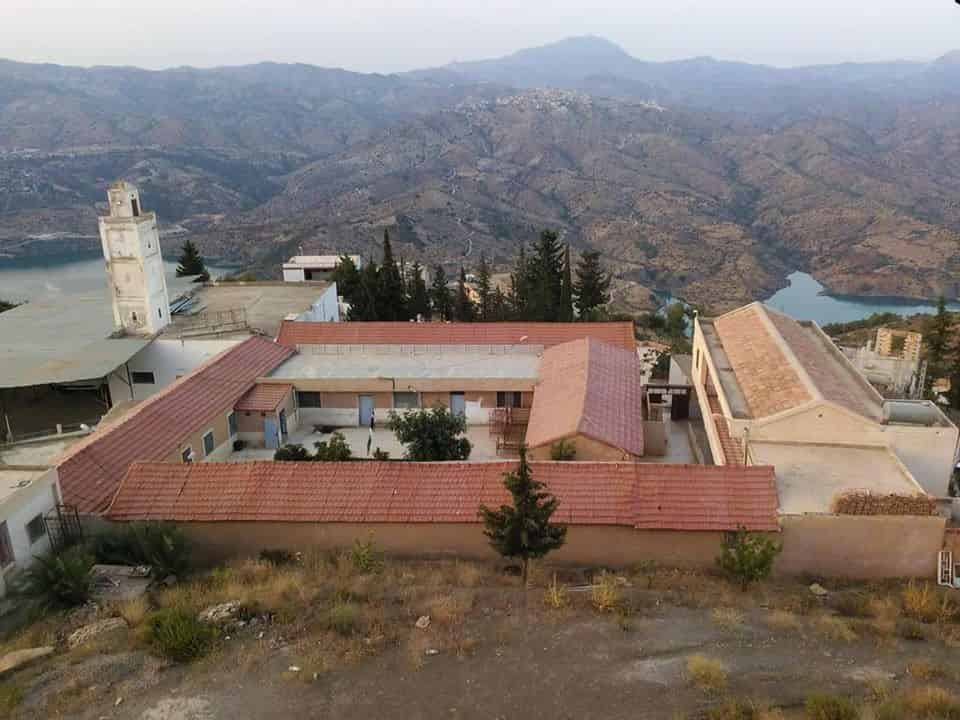
زاوية يحيى العيدلي بتمقرة، بجاية. أين انتسب أحمد بن يوسف إلى زروق

### عودته إلى وطنه ودعوته الدينية
وصف أحمد بن يوسف مغادرته لبجاية على طريقة كرامات شيوخ الصوفية فقال: «ثم رجعت لبجاية فرأيت حلقة عظيمة والناس مجتمعون، فقصدتهم، فإذا بشيخ لابس عباءة عاري الرأس وهو في وسط الحلقة يذكر الله يقال له سيدي قاسم البسكري نفعني الله ببركاته آمين، فقال لي : ادخل الخلوة ولا تردّ ما يعطاك واذهب لأهلك في رأس الماء، ولم يعلم أحد من تلك الحلقة لمن يقول ذلك، لأني كنت لا يعرفني أحد ثم ذهبت كما أمرني سيدي أبو القاسم فدخلت الخلوة إلى الليل، أتاني رجل بحفنة دراهم وناولنيها من بين الحائط والباب وذهب.» 

عاد أحمد بن يوسف إلى قريته رأس الماء الواقعة قرب وادي فرقوق بين قلعة بني راشد ومعسكر، وبنى نوالة أي كوخا من الأخشاب وظل كذلك لا يعرفه أحد. ثم بدأ يتردد على سوق مدينة معسكر يصلي بالناس ويلقي المواعظ وينشر الطريقة الزروقية وظهر أمره وأعجب الناس به وكثر أتباعه. عارضه في بداية أمره بعض الفقهاء ووصفوا دعوته بالبدعية، مثل عمرو بن أحمد المشرفي التراري، الذي غير رأيه به بعد ذلك وزوجه ابنته. كما قام آخرون، مثل الشيخ عبد الرحمن القلامي وعثمان بن عمر، بمناظرته وامتحانه، فأعجزهم واعترفوا له بالعلم. وبعد ان اشتهر وكثر أتباعه بدأ بالدعوة إلى طريقته الخاصة التي تستمد تعاليمها من الزروقية.
قام أحمد بن يوسف بعد وفاة أبيه بالرحيل من قرية راس الماء إلى مدينة القلعة وكانت إحدى الحواضر المهمة بالمنطقة، حيث أسس زاويته التي قال عنها «زاويتنا كسفينة نوح من دخلها أمن من الخوف». ورغم تزايد أعداد مريديه وأتباعه إلا أنه لقي معارضة كبيرة من نخبة الفقهاء والعلماء لمدينة القلعة. 

يعتبر أبو عبد الله الصباغ القلعي أول من ترجم لأحمد بن يوسف في كتابه «بستان الأزهار في مناقب زمزم الأبرار ومعدن الأنوار سيدي أحمد بن يوسف الرّاشدي النسب والدّار»، ورغم أن المؤلف لا يكاد يفصل في كتابه بين التاريخ والوقائع والحكايات والأساطير، إلا أنه يمثل المصدر الرئيسي للتراجم والدراسات التي تناولت حياة أحمد بن يوسف وسيرته الدينية وطريقته الصوفية، والتي كانت كثيرة من بعده، يقول أبو القاسم سعد الله: «و لعل أحمد بن يوسف الملياني هو أكبر شخصية صوفية خصها المؤلفون بالتقاييد والتآليف والأشعار. فأنت لا تكاد تجد عملا في التصوف لا يشير إلى ترجمة الملياني وحياته الروحية.». ويعد كتاب بستان الأزهار مصدر معظم أخبار أحمد بن يوسف وأقواله، مثل قوله بأن الله أعطاه علم الظاهر والباطن وأنه نائب عن رسول الله ﷺ، قد أحيى به الله طريق التحقيق.
و قد سمى أتباعه من مريديه وتلاميذه «بالفقراء»، وكانوا يظهرون له مظاهر الاحترام والتبجيل والوفاء وكانت له سلطة عظيمة عليهم، إلى درجة القبول بالتضحية بأنفسهم في ما يعرف بقصة المذابيح لإرضاءه، وكانوا يرافقونه بعد تأزم علاقاته مع السلطة الزيانية، وتنقله بزاويته في نواحي بني راشد وسهول الشلف

كان لأحمد بن يوسف أنصار من فقهاء إقليم بني راشد، وقد ذكر ابن الصباغ القلعي أن الإمام السنوسي (1426-1490) قال لمن كان يغتاب أحمد بن يوسف:«تتقول في سلسلة الذهب سيدي أحمد بن يوسف .» مع أن هذا القول مستبعد لأن السنوسي توفي سنة 1490 قبل اشتهار أمر أحمد بن يوسف وكان له أنصار من الوجهاء والاعيان كذلك. وكان له أعداء أيضا مثل بعض متصوفي وفقهاء المنطقة كالشيخ علي الندرومي والشيخ قدار وبعض أصحاب السلطة والتجار، وأعيان بعض القبائل وشيوخها مثل سميان المناصري، الذي كان من زعماء بني مناصر، وكان أيضا فقيها وحذره من الاتصال بقبيلة بني فرح وهو الذي دعا عليه بالإقبار في «زُوبية» (قمامة) اليهود.

### تلاميذه
كان لأحمد بن يوسف العديد من الأتباع والمريدين والتلاميذ من أهمهم: 

في المغرب الأوسط:
- ابن معزة الصباغ القلعي: أبو عبد الله محمد بن أحمد بن علي بن عبد الرحمن الصباغ القلعي، كان من أكبر أصحابه وممن يلازمونه ملازمة تامة حتى قيل «من رأى الشيخ دون بن معزة فكأنه لم ير الشيخ»، وكان حريصا على مرافقة شيخه وخدمته، وكان شيخه أفضل مكانة عنده من الأب والأخ، وكان يدافع عنه ضد خصومه بالشعر. استشهد في يناير 1518 مع إسحاق بربروس والحامية التركية في معركة القلعة ضد الإسبان.[23][36]
- علي بن العباس التمزغراني: أحد طلبته من مزغران، وهو أول من ألف كتابا في مناقبه سمّاه مناقب تاج الأوتاد ومصباح البلاد سيدي أحمد بن يوسف الراشدي.[37]
- عبد الحق بن علي المطهري: أحد أتباعه، نظم قصيدة لامية في رثاءه من 126 بيتا فرغ منها في 17 رجب 935 / 27 مارس 1529 أرّخ فيها لسيرته ومذهبه، وله أيضا تقييد في سند الراشدية إلى الشاذلية.[38]
- عبد الرحمن بن جلال التلمساني: أبو زيد عبد الرحمن بن أحمد بن عبد الرحمن بن جلال الوعزاني التلمساني، من صلحاء تلمسان ومتصوفيها ويعد من أكابر أصحاب أحمد بن يوسف.[39]
- محمد بن جلال التلمساني: أبو عبد الله محمد بن عبد الرحمن بن جلال التلمساني، مفتي تلمسان ومن أكبر علماءها، نزل فاس سنة 958 هـ/1551 م ونال منصب الإفتاء ورئاسة العلماء بها إلى وفاته، كان يزور أحمد بن يوسف مع أبيه في أول شبابه وأخذ عنه.[40][41]
- محمد بن عبد الجبار الفجيجي التلمساني: محمد بن عبد الجبار بن ميمون بن هارون الفجيجي المسعودي التلمساني، من أبرز المتصوفين بعصره، وكان شاعرا ماهرا له منظومات في مدح الرسول ﷺ جمعت في مجلد كبير، كانت له زاوية كبيرة ومسجد بوطنه بمنطقة تسالا بنواحي تلمسان، تستقبل الزوار من كافة الأنحاء، توفي في 950هـ/ 1543م.[42]
- عبد الله بن إبراهيم الخياط: كان أبوه إبراهيم الخياط الرفاعي اليمني من تلامذة الشيخ زروق، انتقل معه بأهله من القاهرة إلى مصراتة، ثم أمره بدخول المغرب الأوسط فرحل إبراهيم الخياط بقرب تاريخ مولد ابنه عبد الله سنة 888 هـ/1483 م، إلى وهران وتوفي بها واشتهر ضريحه بها. ارتحل عبد الله الخياط وهو فتى لم يبلغ العشرين إلى زرهون بالمغرب الأقصى وانتقل أخوه محمد العربي الخياط إلى مازونة. عاد إلى بني راشد وتتلمذ على أحمد بن يوسف بعد أن نصحه بذلك شيخه الحسن آجانا الزناتي تلميذ محمد بن سليمان الجزولي. ويعدّ الخياط من أوائل أتباع الراشدية بالمغرب الأقصى، توفي سنة 939 هـ/1532 م.[43]
- موسى بن منصور البلداوي: تلميذه وممثل طريقته بمدينة مازونة، كان دائم الاتصال به عن طريق الرسائل والوصايا الصوفية.[44]
- محمد بن أحمد الشريف الزهّار: كان يتعبد بمغارة قرب قلعة بني راشد وكانت تنسب إليه الكرامات والخوارق والإخبار بالغيب مثل احتلال الإسبان للقلعة وتلمسان وبجاية، وكان جريئا مع شيخه بأقواله مثل قوله:«يا أحمد بن يوسف اشتغلت بالنساء». انتقل إلى مدينة الجزائر وعين نقيبا للأشراف بها من طرف الأتراك وتوفي بها سنة 948 هـ/ 1541 م ودفن بالقصبة بمسجد سمي باسمه.[45][46]
- أبو العباس أحمد البطحي: كان شاعرا من أتباعه، مدحه بقصيدة تزيد عن المائة بيت.[47]
- محمد العنتري العربي: كان شاعرا من تلاميذه مدحة بقصيدة مخمّسة.[47]
- سليمان بن أبي سماحة: وهو جد عبد القادر بن محمد السماحي دفين الأبيض سيدي الشيخ بولاية البيض، المدعو سيدي الشيخ مؤسس الطريقة الشيخية.[30]
- عمر بن سليمان العلوفي: من كبار أصحاب أحمد بن يوسف من الجيل الأول، وهو الذي رحل إلى بني يزناسن بنواحي وجدة وأسّس الطائفة اليوسفية وادّعى المهدوية وسمى نفسه المهدي أحمد بن عبد الله المنزول.[48]
- محمد العربي بن شعاعة: متصوف شهير بنواحي غليزان من المتحالفين مع الأتراك مثل شيخه، تلقى معارضة من بعض فقهاء عصره ممن اتهموه بالإلحاد.[49]
- محمد العربي بن القاضي: من تلاميذ أحمد بن يوسف المقربين، وقد قال عنه:«اعراب يستر ربي». كان يمدح شيخه ويدافع عنه بالشعر.[50] ومن شعره:[51]

- محمد الصباغ القلعي: وهو ابن بن معزة القلعي، كبير أصحاب أحمد بن يوسف، ولد سنة 923 هـ/ 1517 م، وكان طفلا لا يتجاوز عمره ثماني سنوات عند وفاة شيخه، لكنه يعد من أهم رجالات الطريقة الراشدية وهو مؤلف بستان الأزهار الذي أرخ فيه للطريقة ووشيخها. تولى منصب قاضي قلعة بني راشد، وهي وظيفة هامة لا يشغلها إلا الفقهاء. وله مؤلفات أخرى منها شرح في أسماء الله الحسنى وشرح في الأذكار وتأليف آخر يسمى شفاء الغليل والفؤاد في شرح النظم الشهير بالمراد في شرح القصيدة المرادية في التصوف وهي من نظم الشيخ إبراهيم التازي نزيل وهران وخليفة الشيخ محمد بن عمر الهواري بها.[52]

### مؤلفاته
نسبت إلى احمد بن يوسف بعض المؤلفات والرسائل منها:
- رسالة في الرقص والتصفيق والذكر في الأسواق
- رسالة التحقيق ومنهج الهدى إلى الطريق
- حكم في التصوف
- المنهج الحنيف في معنى الاسم اللطيف.

### زاويته وطريقته الراشدية
| «فاعلم ياأخي أن الطرق إلى الله على عدد المخلوقات، وأفضلها وأطيبها وأقربها وأعلاها وأزكاها طريق الجذب الرباني، فإنه طريق روحاني نوراني ليس فيه قطاع ولا لصوص ولا شُعب ولا جبال ولا أنهار ولا بحار، وبالجملة فليس فيه خوف ولا آفة من الآفات، تظهر على سالكه بوارق الأنوار وخوارق العادات، وأنوار التجليّات والمشاهدات والمحدثات والفتوحات الربانية » |
| — أحمد بن يوسف الراشدي |

من أهم الدراسات في تاريخ أحمد بن يوسف الراشدي وسيرته الدينية والصوفية كتاب عبد الله نجمي المسمى «التصوف والبدعة بالمغرب طائفة العكاكزة، ق 16-17م» ، والذي خصص القسم الأول منه لإعادة دراسة سيرته من ثلاث نواحٍ في ثلاثة أبواب، الأول في ظهروه كولي صالح، والثّاني في عرفانيته وعقائده الصوفية والثّالث في بدعيته ومخالفته لمحيطه العلمي والصوفي المغاربي. ويفصّل المؤلف في كتابه حياة الشيخ وآراءه ودعائم طريقته.
تمثلت بداية أحمد بن يوسف وطريقته في رحلته إلى بجاية والتحاقه بدروس الشيخ أحمد زروق بمعهد الشيخ العيدلي بقرية تمقرة، إلى جانب عدد من أعلام القرن العاشر الهجري مثل محمد بن علي الخروبي. وافق الشيخ زروق على انتساب أحمد بن يوسف إليه وبدأ بمراحل التلقين الصوفي لتلميذه، فأخذ منه العهد، وهو الاتفاق والتعاقد بين المريد وشيخه، ثم لقنه الذكر على مراحله التدريجية ثم أمره بالخلوة. وبهذا تم انتساب أحمد بن يوسف إلى الشيخ زروق وطريقته ولعل ذلك لم يستغرق مدة طويلة لافتراض تفوقه في العلم والتصوف قبل لقائه بشيخه واهتداءه إليه. وداوم أحمد بن يوسف على حضور دروس المجلس العلمي لشيخه وكان من زمرة تلامذته النجباء الذين يبقون مع شيخهم بعد الفراغ من المجلس، فكان يقرأ عليه ويناقشه في كثير من القضايا الصوفية، وهذه المذاكرة والمناقشات سمحت لزروق بالاطلاع على المواهب الفكرية والآراء العلمية والصوفية لتلميذه والتي اكتسبها قبل أخذه عنه،«فأصبح أحمد بن يوسف من المقربين للشيخ أحمد زروق، والذي تعهده بالرعاية وخصه بالعناية،و فضله على بقية تلامذته ومريديه». وبذلك اتصل سنده الصوفي بأسانيد الشيخ أحمد زروق المتصلة بعدة طرق صوفية في المغرب والمشرق، على رأسها أبو الحسن الشاذلي وطريقته الشاذلية، ومحمد بن سليمان الجزولي وطريقته الجزولية المتفرعة عن الشاذلية، وعبد القادر الجيلاني وطريقته القادرية، بالإضافة إلى ثلاث طرق أخرى مستقلة هي العروسية والجشتية والسهروردية. عاد بعدها احمد بن يوسف إلى وطنه بني راشد، واستطاع أن يظهر ويؤسس زاوية متكاملة قامت بعدة أدوار، مثل واجباتها الدينية التي أهمها التعليم واستقبال الطلبة والأساتذة وعقد المجالس العلمية برئاسة شيخها، كما قامت بواجباتها الاجتماعية أيضا، مثل توفير الغذاء والمسكن للطلبة والمدرسين والزائرين، وإطعام الفئات المحرومة من الفقراء والإغاثة في أوقات المجاعات، وتوفير المأوى والإشفاء على يد الشيخ للمرضى سواء في الاوقات العادية أو في حالة انتشار الأوبئة والجوائح. كما اضطلعت بأدوار سياسية هامة أبرزها مواجهة حكام الدولة الزيانية  ومواجهة أعراب سُويد جنوب الوطن الراشدي، كما قامت بدور الشرطة في مواجهات السرقة وقطاع الطرق.
و الطريقة الراشدية رغم قيامها على أسس الشاذلية الزروقية وكونها من فروعها، إلا أن سبب اشتهارها وتوسعها من وطن بني راشد بالمغرب الأوسط إلى باقي المناطق المغاربية وظهورها وامتيازها عن باقي عديد الطرق الصوفية المعروفة آنذاك هو آراء أحمد بن يوسف المتميّزة وأفكاره العميقة والجديدة على المجتمع الديني المغاربي من الفقهاء والمتصوفة في مناقشة قضايا المعرفة والعرفانية الصوفية المتعلقة بالله والوجود والإنسان «في جراءة منقطعة النظير في بقية التيارات الصوفية المعاصرة له». وهو مع ذلك لم يدّع ابتداع هذه الأفكار والآراء والإسهام بجديد فيها وإنما أكد اتباعه لسنن التصوف الإسلامي من قبله وأن جوهر مذهبه إحياء وتجديد مذهب أبي يزيد البسطامي ورواد الحب الإلهي. وكان أحمد بن يوسف يدرس مذهبه الفكري وآراءه الخاصّة لنخبة تلاميذه وصفوتهم ممن لديهم القدرة لإدراك هذه المفاهيم النظرية المجردة التي مجالها الشعور والوجدان وغايتها القصوى أن تظل سرا بين الخلق والخالق. وكان حرصه شديدا على قصر مذهبه على الخاصّة من أتباعه دون العامّة ممن ليس لديهم القدرة على استيعاب مفاهيمه الدقيقة ومقاصده. رغم ذلك فقد تسرّب هذا المذهب من المجالس العلمية الخاصّة للشيخ إلى العامّة الأقل ثقافة وعلما ومنها إلى الجماعات العلمية والفقهية التقليدية، «فتعرض هذا المذهب لمحنة سوء الفهم وفساد التاويل وعانى من الانحراف وتجني المنكرين والمعترضين». وقد كان المذهب الصوفي الذي دعا إليه أحمد بن يوسف غير مرغوب فيه من قبل غالبية مشايخ الصوفية في ذلك العهد، لأنهم كانوا يرون فيه سببا للفتن والانحرافات وكانوا يحذرون الناس من ذلك المذهب ومشايخه والمؤلفات المنسوبة إليه. وآراء أحمد بن يوسف العميقة والجريئة في مناقشة القضية الرئيسية في التصوف وهي العلاقة بين الله والإنسان والوجود، أدت بأنصاره وأعداءه ومن اتخذ موقفا بينها، جميعهم، بالسكوت تماما عن تراثه الصوفي كعارف وغنوصي ولولا جمع الصباغ القلعي لفكر شيخه ومذهبه في كتابه لضاع واندثر.
أدت هذه الأفكار الجديدة على المجتمع الديني المغاربي بأحمد بن يوسف وطريقته الراشدية إلى مواجهات كثيرة مع فقهاء ومتصوفي عصره، تمثلت في محيطه بالمغرب الأوسط في مناظرات شفهية وكتابية، وتمادت أحيانا ألى مواجهات جسدية مسلحة، وفي المغرب الأقصى في مراسلات ومساءلات، فقهية وعقائدية في علم التوحيد وأصول الدين والتصوف. وأنكر بعض معاصريه تشكيل حلقات الذكر بالغناء (سماع) والآلات الموسيقية ومنهم من عارض طريقته وعقيدته واتهمه بالإلحاد. ممن عارضه أيضا في المغرب الأوسط أحمد بن الحاج الورنيدي من أعلام تلمسان، وزميله القديم محمد بن علي الخروبي تلميذ الشيخ زروق بزاوية العيدلي، وتزعم تيار معارضته بالمغرب الأقصى شيخان معروفان من معاصريه من تلامذة ابن غازي المكناسي هما عبد الوارث الياصلوتي، مؤلف رسالة  المسلك القريب الموصل إلى حضرة الحبيب في انتقاده وطريقته وعبد الله بن عمر المضغري، الذي سبق أن زاره بزاويته ببني راشد، ثم رحل قبل أن يلتقي به وتحول عنه إلى الشيخ أبي فارس عبد العزيز القسنطيني. وشن الفقهاء والمتصوفون حملة مواجهة شديدة لأحمد بن يوسف وأفكاره وأتباعه بالمغرب الأقصى، مما أدى بحكامه الوطاسيين إلى التدخل ضدهم.

أدت هذه الحملة الهجومية على أحمد بن يوسف إلى رد فعل دفاعي من طرفه شخصيا تمثل في المناظرات والمراسلات، مثل رسالته إلى أهل توات التي ينهاهم فيها عن اضطهاد أتباعه، ورسالته إلى السلطان الوطاسي بفاس، ومن طرف تلاميذه والجيل الأول من أتباعه. ففي المغرب الأوسط، كان تلميذه محمد بن أحمد الصباغ القلعي المدعو بن معزة يدافع عن شيخه بالأشعار. وألف تلميذه  علي بن العباس التمزغراني كتاب مناقب تاج الأوتاد ومصباح البلاد سيدي أحمد بن يوسف الراشدي في سيرته ومناقبه. وفي المغرب الأقصى انتصر له عبد الله الهبطي انتصارا تاما ودافع عن مذهبه وآراءه لتقاربها مع آراءه ومذهبه الصوفي. كما دافع عنه الشيخ عبد الله بن إبراهيم الخياط الرفاعي وكان ممن تتلمذوا عليه. ومن أهم من ساهم بنشر مذهب أحمد بن يوسف وطريقة الراشدية بالمغرب الاقصى تلميذه محمد بن علي الأندلسي المدعو الحاج الشطيبي المقيم بقرية تازغدرة بشمال المغرب والذي تعرض لمواجهات كثيرة من معاصريه من الفقهاء والمتصوفة وأمضى حياته منعزلا بقريته.
و استمرت الحملة الهجومية والتضييق على أحمد بن يوسف ومذهبه طوال حياته وتواصلت بعد مماته، فتَجنّد الجيل الثاني من أتباعه للدفاع عنه وتبرئة ساحته بالتآليف ودعوة المخالفين إلى الحوار والتباحث في مذهب شيخهم والاجتهاد في تأويل هذا المذهب وفق المنظور السني. من أبرزهم في المغرب الأوسط قاضي قلعة بني راشد أبو عبد الله محمد بن محمد الصباغ القلعي ابن تلميذه بن معزة الذي ألف كتابا كبيرا يشتمل على سيرته وأقواله وأفكاره ومذهبه الصوفي ويذكر أتباعه المخلصين ومن انحرف منهم عن مذهبه، سمّاه  بستان الأزهار في مناقب زمزم الأبرار ومعدن الأنوار سيدي أحمد بن يوسف الرّاشدي النسب والدّار. وعميدهم في المغرب الأقصى مفتي فاس وكبير علماءها أبو عبد الله محمد بن جلال التلمساني وكان قد رآه وأخذ عنه في أول شبابه وكان أبوه أبو زيد عبد الرحمن بن جلال التلمساني من كبار أتباعه. وقد اعتمد كل من الصباغ وابن جلال طريقة واحدة للدفاع عن أحمد بن يوسف، تمثّلت في العمل على اتجاهين، فمن جهة عملا على الدفاع عن مذهب شيخهما والاعتذار عن ما صدر منه من أقوال وشطحات والاجتهاد في تأويل أقواله وأفكاره بما يتناسب مع السنة ودعوة المخالفين إلى الحوار ومحاولة تقريب الراشدية قدر المستطاع من محيطها الديني والصوفي المغاربي. ومن جهة أخرى، عَمِلا على مواجهة تيّار الخصوم الداخليين في الطريقة ممن انحرفوا عن مبادءها واتجهوا إلى الغلو في الشيخ وإظهار البدع والمخالفات، ودَعَوَا إلى ضرورة مواجهتهم والتشديد عليهم وإن أفضى ذلك إلى استعمال القوة لعقابهم. وما كاد ينتهي القرن 10 هجري / 16 ميلادي حتى انصهرت الراشدية بباقي محيطها الصوفي المغاربي وتغيرت صورة أحمد بن يوسف لدى الفقهاء والنخب العلمية من ثائر فكري ومبتدع مذهب متأثر بالتصوف الفلسفي إلى ولي صالح من وجوه وأقطاب التصوف السني المغاربي، وصُنفت «اليوسفية» أو «الشرّاقة» كطريقة ضالة مستقلة وبعيدة كل البعد عن الطريقة الراشديّة الأم.

و قد دافعت عن أحمد بن يوسف، بعد وفاته، الأجيال اللاحقة من المؤرخين والفقهاء ونسبوا الانحرافات التي وقعت في طريقته إلى أتباع اليوسفية. قال ابن عسكر الشفشاوني (1529-1578):«جليل القدر كبير الشأن، من أكابر مشايخ الصوفية، فتح عليه في علوم أسماء الله تعالى وتصريفها،و كان عارفا بالله تعالى.»، وقال أيضا في تبرء الشيخ من غُلُوّ بعض أتباعه فيه:«من قال عنا ما لم نقل يبتليه الله بالقلّة والعلّة والموت على غير ملّة.». وقال عنه ابن القاضي المكناسي (1553-1616):«الولي الصالح المقطوع بولايته.»، ويقول أيضا مدافعا عنه من انحرافات أتباعه:«و إليه -رحمة الله عليه- تنسب الطائفة اليوسفية بالمغرب الملعونة، وحاشاه أن يقول بمقولتهم.». وأثنى عليه أيضا ابن أبي محلي السجلماسي (1560-1613). وسماه محمد بن أبي بكر الدلائي (1560-1636) «شيخ المشايخ سيدي أحمد بن يوسف الراشدي الملياني». وقال محمد بن سليمان الصائم التلمساني (1605- بعد 1656):«الشيخ الرباني سيدي أحمد بن يوسف الملياني، وهو أيضا من تلامذة سيدي أحمد زروق، وله عناية مع الله عظيمة وعوائده معه كريمة، ظهرت على يده الخوارق وشهدت له الحقائق.». وقال محمد المهدي الفاسي (1624-1698) «الشيخ الإمام الهمام العارف الكبير الكامل الحجاج الفذ المنفرد أبو العباس احمد بن يوسف الراشدي الملياني». وسماه الحسن اليوسي (1631-1691) «شيخ الطوائف المغربية». وقال الحسين الورتيلاني (1713-1779) في رحلته:«سيدي أحمد بن يوسف الذي كانت ولايته ظاهرة شرقا وغربا وكراماته وخوارق عادته -نفعنا الله به آمين ورضي عنه- لا تحصى .». وترجم له أيضا كثير من المعاصرين، قال محمد بن جعفر الكتاني (1857-1927): «كان -رحمه الله- من أعيان مشايخ المغرب وعظماء العارفين، أحد أوتاد المغرب، وأركان هذا الشأن، جمع الله له بين علم الحقيقة والشريعة، وانتهت إليه رياسة السلكين وتربية المريدين بالبلاد الراشدية والمغرب بأسره.»

و قد اهتم بسيرته بعض المعاصرين أيضا، فقد نسب إليه المؤرخ علي فهمي خشيم نوعا من الازدواجية في نشر مذهبه بممارسة دعوته لطريقته على اتجاهين الأول موجه للخاصة وأهل العلم من أتباعه ويرتكز بالأساس على منهج زروق وطريقته والثاني موجه للعامة من الأتباع والمريدين يتخذه كوسيلة سهلة للاتصال بالجمهور بإظهار الجذب والانفعالات والقول بالشطحات التي يتلقاها هؤلاء بالترحيب والإكبار. وناقش المؤرخ عبد الوهاب بن منصور الخلاف الديني والعقائدي حول شخصية أحمد بن يوسف الملياني، وانتقد بعض أقوالة المعروفة بالشطحات عند الصوفية، فقال بشأن آراءه في صفات الله العليا:«و الحق أن لأحمد بن يوسف المترجم جراءة في عرض أفكاره ومعتقداته فيما يخص الذات الإلاهية والنفس والوجود.»، وقال منتقدا أقواله بوحدة الوجود وادعاء المهدوية:«كما كانت تصدر منه أقوال لا يقره عليها مسلم حنفي كقوله في توضيح علاقته مع الله "أنا جالس في حجر الحق سبحانه يفعل بي ما شاء" وقوله "المولى جل جلاله مدّني بمدّه، ووصفني بأوصافه، أنا هو وهو أنا" وقوله "و الله لولا خفت أن أعبد من دون الله لأظهرت لكم الحق عيانا".»، كما انتقد قوله لأتباعه بأنه رسول وأمره لمن استأذنه في الحج بأن يطوف به ثلاث مرات فتكتب له حجة. واستخلص أن الطريقة الراشدية التي أسسها أحمد بن يوسف انحرفت عن الزروقية المتفرعة عن الطريقة الشاذلية التي لا تتعارض مع مبادئ أهل السنة وأنها قد تسرّبت إليها الكثير من الأفكار الشيعية والوثنية، وأضاف قائلا: «و إذا صحّ ما نسب إلى مؤسسها من أقوال، وما كان يأخذ به أتباعه من أفعال، وجب أن يقال جهارا إنه من المبتدعة الذين فرقوا الدين وصيّروا أهله طوائفا وشيعا.». من ناحية أخرى، ذكر المؤرخ أن العديد من العلماء والفقهاء والمؤرخين برّأوا أحمد بن يوسف مما ابتدعه أتباعه ونسبوه إليه فقال: «... سيرا مع الحق وأداءا للأمانة التاريخية، وهي أن العديد من علماء المغرب وفقهاءه ومؤرخيه ينكرون أن يكون أحمد بن يوسف ابتدع شيئا من البدع والكبائر التي تتسم بها طريقته أو وافق عليها، ويضعون أوزارها على عاتق الغلاة من أتباعه.». وعلّق على إحدى رسائله المثبتة في كتاب بستان الأزهار في الجذب المتعلق بنظرية المعرفة الصوفية قائلا: «فلم أرها تختلف عن الرسائل التي كتبها قبله شيوخ المتصوفة وكتبوها بعده، وليس فيها ما يقدح في دينه أو سلوكه.».

### الطرق المتفرعة عن الراشدية
جدول السند الراشدي للمشايخ والطرق والزوايا المتفرعة عنه:

### الطائفة اليوسفية
نسب معظم المترجمين لأحمد بن يوسف الانحرافات التي وقعت في طريقته لطائفة معينة عرفت باليوسفية أسسها أحمد بن عبد الله المنزول، والمنزول هو أحد كبار أصحاب أحمد بن يوسف ويسمى عمر بن سليمان العلوفي، استقر ببني يزناسن بناحية وجدة وهو الذي ادّعى المهدوية بعد ذلك، وكان رحيله لتلك المناطق وتأسيسه للطريقة بإذن شيخه والذي ظلت تربطه به علاقات حسنة. وقد اشتهرت هذه الطائفة بغلوها في محبة أحمد بن يوسف ورفع منزلته إلى مرتبة الرسول. وقد تعرض اليوسفيون إلى محاكمات ونكبات كثيرة في المغرب الأقصى على يد سلاطين الدول المتعاقبة عليه منذ بداية القرن السادس عشر، وأفتى في قضيتهم الفقهاء والقضاة. ورغم ذلك ظلت اليوسفية منتشرة بعدة مناطق من المغرب والجزائر إذ يقول يحيى الشاوي الملياني (1620-1684) في وصف مختلف فرق الطائفة اليوسفية:«أما المدية فثلثا أعرابها على هذه العقيدة ألوهية الشيخ أحمد بن يوسف وأنه لم يلد ولم يولد» وقال «و أكثر هؤلاء بأطراف المغرب الأقصى بفاس وهم العكاكزة وغيرهم وبأطراف مليانة منهم كثير». وقد اشتهروا منذ بداياتهم باليوسفية، لكنهم عرفوا خلال المراحل المختلفة لحركتهم بعدة أسماء منها الأحمدية والملاينة والبضاضوة والشراقة والعكاكزة. وقد استمر وجود هذا المذهب إلى القرن 20 واهتم الأنتروبولجي الفرنسي أوغيست موليرا (Auguste Mouliéras) بظاهرة اليوسفية عند قبيلة الزكارة الزناتية بناحية وجدة، ورغم ملاحظته لتبجيلهم لأحفاد الشيخ أحمد بن يوسف، إلا أنه قام بوضع عدة فرضيات لأصل مذهبم الديني مثل إمكانية كونها معتقدات قديمة تنتمي إلى ديانة وضعية سابقة للإسلام ومعادية له. كما قام فرناند بونوا (Fernand Benoit) بربطها بمعتقدات قديمة تسبق الوجود القرطاجي والروماني بشمال إفريقيا.

## مواقفه السياسية

### علاقته بالدولة الزيانية

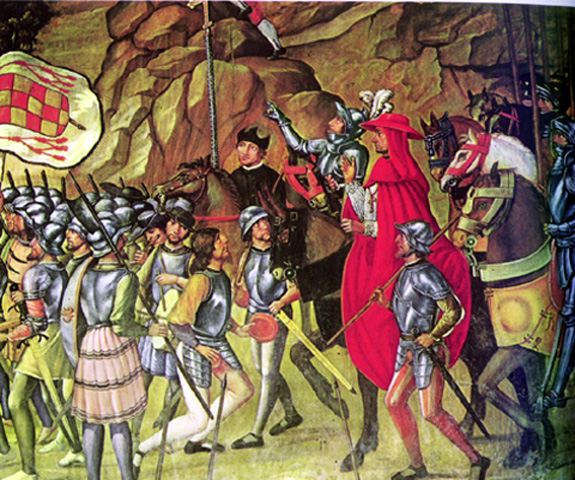
دخول الكاردينال دي ثيسنيروس إلى وهران. خوان دو بورغونيا، 1514

لا يعرف تاريخ محدد لعودة أحمد بن يوسف إلى بني راشد، ويرجح تواجده ببجاية حوالي سنة 891-892 هـ / 1486-1487 م، وقد عاد منها مباشرة إلى وطنه. وتصادف هذه الفترة أواخر سنوات حكم السلطان الزياني أبي عبد الله الثابتي. وقد حاول بعد أوبته إلى وطنه ممارسة الأمر بالمعروف والنهي عن المنكر، إذ زجر رجلا هرب بامرأة وصار يعاشرها من غير زواج فتعصب عليه بأهله وعشيرته، فاشتكاه لقاضي بني راشد الذي أعرض عنه ولم يعره أيّ اهتمام.

بعد ظهور أمره ببني راشد وتكاثر أتباعه، تغيرت الأمور لصالحه وصارت له مكانة اجتماعية محترمة مكنته من الشفاعة والتوسط للعوام والأعيان عند قائد إقليم بني راشد المعيّن من طرف السلطان، حتى أنه شفع لقاضي بني راشد نفسه، وكانت كلمته مسموعة عند القضاة والقادة. ويبدو أن علاقته بالزيانيين كانت جيدة في أول أمره، فقد أقروه على نفوذه وجاهه وجعلوا من زاويته حرما لا يُخلص إلى من لاذ إليها من المطلوبين.

توفي السلطان الثابتي وتولي ابنه أبو عبد الله الخامس الحكم سنة 910 هـ / 1504 م. وهو الذي بدأ في أول عهده الخلاف بين أحمد بن يوسف والدولة الزيانية. ويعد السبب الرئيسي لهذا الخلاف تمكين السلطان لليهود لوظائف هامة في دولته مثل قبض الضرائب. واشتعلت هذه المواجهة بعد زيارة قام بها أحمد بن يوسف إلى مدينة وهران، حيث استقبله أهلها استقبالا حافلا شارك به حتى العمال الرسميون للملكة، فقال أحد تلاميذ أحمد بن يوسف واسمه سعيد أعراب لقائد المدينة :«هذه السلطنة ليست كسلطنة اليهود»، أسرّ قائد وهران غضبه وأرسل من فوره إلى السلطان بتلمسان يقول له :«إن رجلا بأرض هوارة يُخشى منه الملك»، فحذره بعض أصدقاءه من حاشية قائد وهران فعاد إلى زاويته برأس الماء. ووصل جواب السلطان قائلا:«ابعثه إلي أو اقتله»، فبعث قائد وهران بالجواب إلى قائد إقليم بني راشد أحمد بن غانم فنصح هذا الأخير أحمد بن يوسف بالرحيل فقال عن بني زيان: «شوّشونا شوّشهم الله من البر والبحر»، وارتحل بأهله وأتباعه وزاويته إلى بني غدو فرع من بني توجين قرب يلل.

و بعد هذه الأحداث بمدة قصيرة هاجمت إسبانيا سواحل المملكة ونجحت في احتلال المرسى الكبير في 13 سبتمبر 1505 بدعم من الكاردينال دي ثيسنيروس، ثم احتلت وهران في 20 مايو 1509 بقيادة الكاردينال دي ثيسنيروس نفسه والجنرال بيدرو نافارو. ويذكر أبو راس الناصري احتلال المدينتين من طرف الإسبان واحتلال تلمسان من طرف عروج والأتراك مؤكدا في روايته على كرامات أحمد بن يوسف ودعوته المستجابة بعد دعاءه على بني زيان، واتصال ذلك بدعوة الإمام الهواري من قبله على بني زيان وأهل وهران.

استطاع السلطان أبو عبد الله الخامس إلقاء القبض على أحمد بن يوسف وابنه محمد بن مرزوقة، ويروي أتباعه هذه الوقائع على طريقة الأساطير وكرامات الصوفية، إذ أمر السلطان بإحضار ألفي حمل (حزمة) من الحطب من جبل بني ورنيد قرب تلمسان وإشعال نار كبيرة، قرب عين وانزوتة في طريق ربض العُبّاد، وإلقاء الشيخ فيها لكنه خرج سالما منها، كما أمر بإعدام ابنه، وقد نجا كلاهما من الموت وخرجا من السجن ولا يعرف بالتحديد بأي طريقة حدث ذلك.

### الزاوية المتنقلة

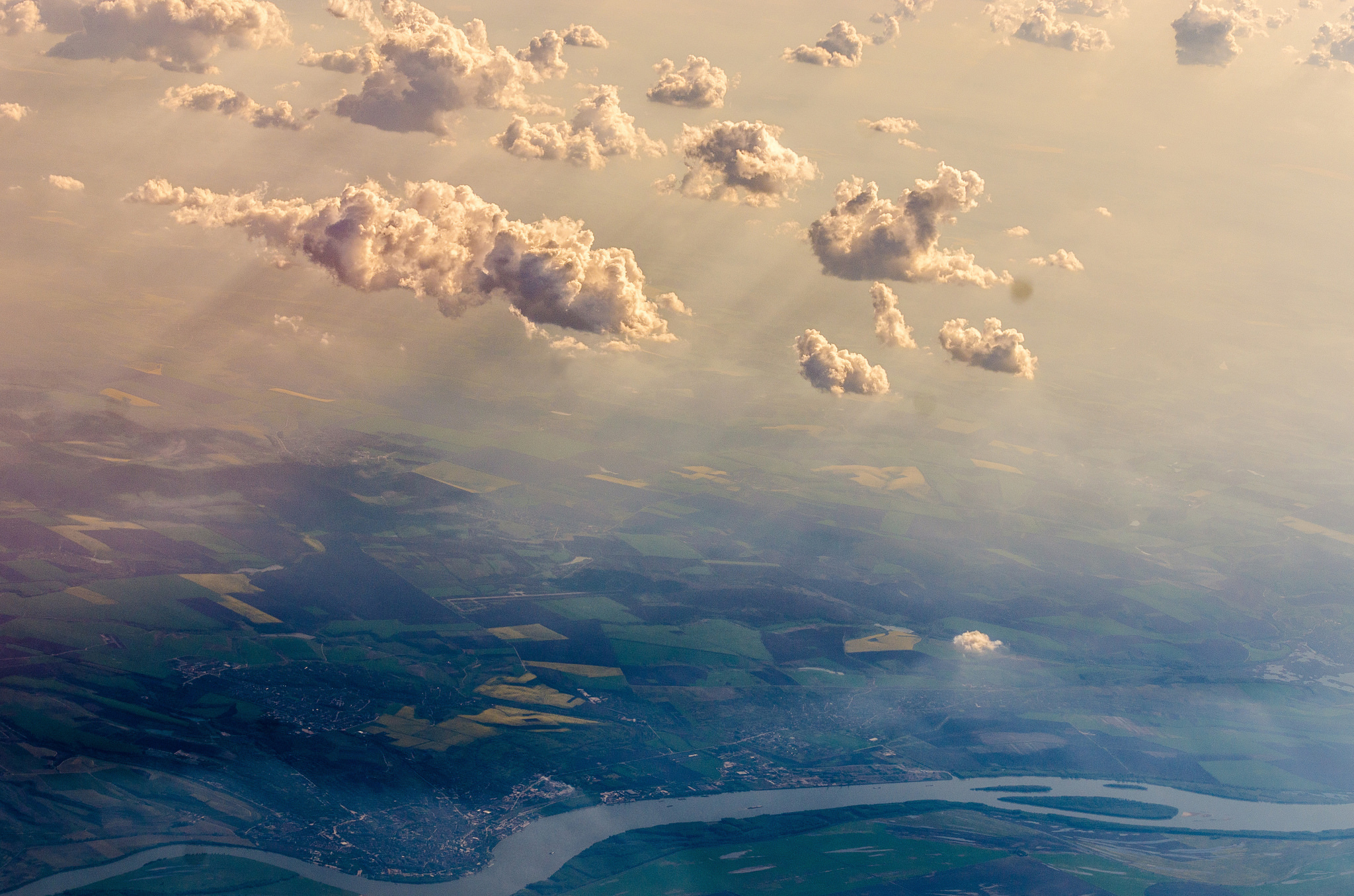
سهول وادي الشلف أين استقر أحمد بن يوسف بزاويتة

ترك أحمد بن يوسف قريته رأس الماء (الواقعة على وادي فرقوق بين معسكر وقلعة بني راشد) بتاريخ قريب من 911 هـ / 1505 م، ونزل أولا عند بني غدو قرب يلل. عاد بعدها بزاويته إلى قرية مصراتة قرب قلعة هوارة. ثم ارتحل بعدها إلى تانصرت (ببلدية مديونة حاليا) القريبة من مازونة. وانتهى به المطاف بنواحي مدينة البطحاء المندثرة بسهول وادي الشلف.

و قد زار الرحالة الشهير الحسن الوزان الشهير في أوروبا باسم ليون الإفريقي زاوية أحمد بن يوسف بسهول الشلف أواخر سنة 921 هـ/ 1515 م ضمن ركب الحج الفاسي ونزل عنده ضيفا. وقام الوزان بتقديم وصف مفصل للزاوية الراشدية ومواردها وساكنيها يقول فيه:

أن أحمد بن يوسف نزل مع أتباعه ومريديه سهلا شبه مهجور فقام باستصلاحه وحرث الأراضي وزرعها، وبلغ عشر أراضيه 8000 كيل من القمح في السنة. وكانت له عشرة آلاف رأس من الغنم وألفي رأس من البقر وخمسمائة من الخيل ذكورا وإناثا. وأنه يتلقى سنويا من جهات عديدة نذورا وصدقات تتراوح ما بين 4000 و5000 مثقال من أناس مختلفين من المغرب والمشرق لانتشار صيته بينهم. وأنه لا يقدم أتاوات للدولة أو الأعراب القريبين منه.

أن عدد أتباعه المقيمين معه بصفة دائمة بلغ 500 مريد يتكفل بإطعامهم وإيواءهم، ويساعدونه بدورهم في مختلف الأشغال. وأن له قرابة المئة خيمة بعضها للغرباء والضيوف وبعضها لأتباعه وبعضها لعائلته.

أن له أربع زوجات وعدة إماء، انجبن له أولادا ذكورا وإناثا، وكان أهله جميعا يرتدون ثيابا أنيقة فاخرة. وقد تزوج أولاده أيضا وأنجبوا له أحفادا وبلغ مجموع أهله أكثر من مئة وخمسين نسمة يعولهم جميعا.

### المواجهات مع الهلاليين

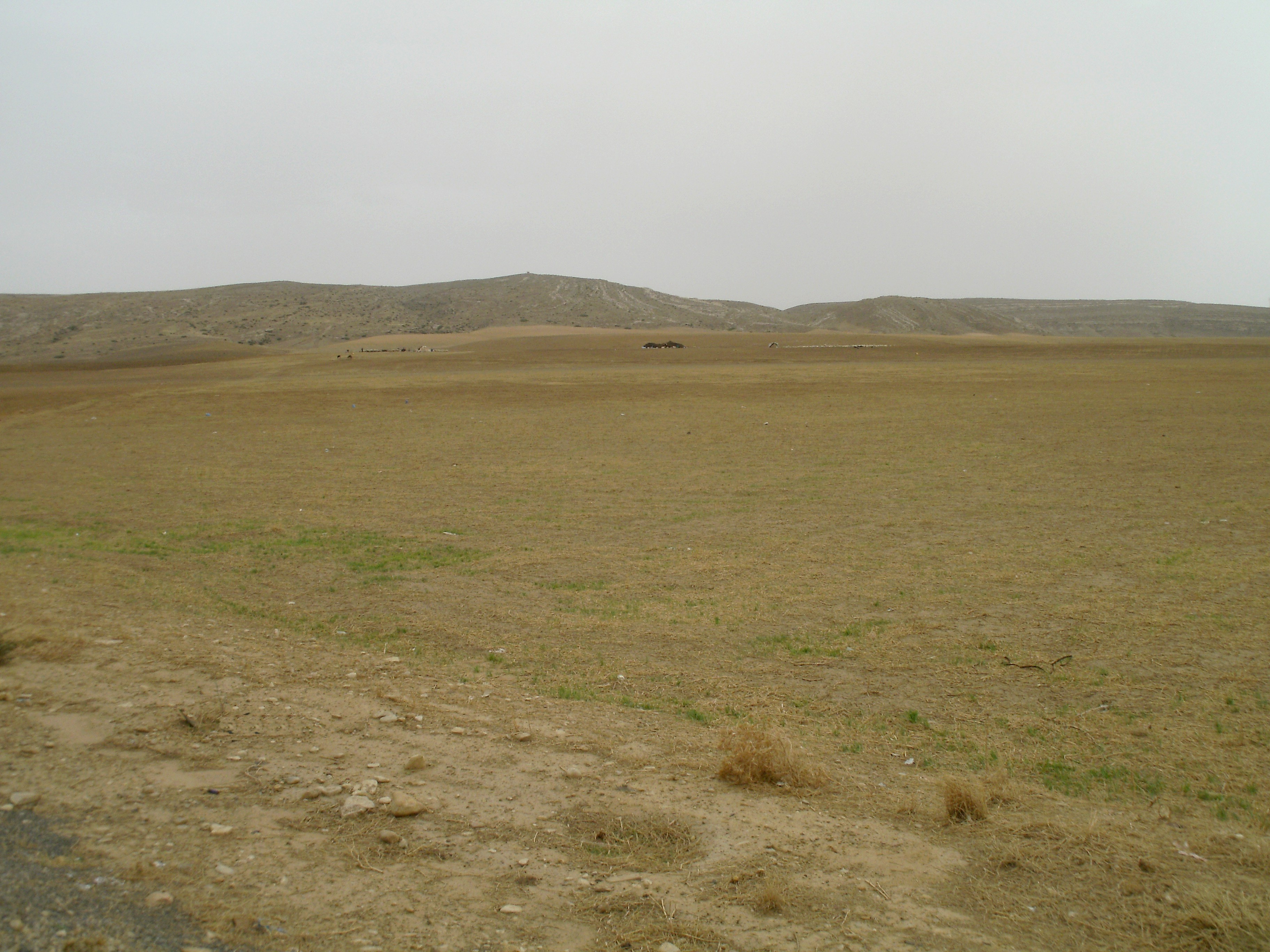
هضبة سرسو مستقر قبائل سويد أواخر الدولة الزيانية

بدأت أول مواجهات أحمد بن يوسف مع أعراب سُويد من بني هلال في رحلته إلى بني غدو إذ اعترضه نفر منهم ثم تابوا على يده وصاروا من أتباعه. وإن كان الحسن الوزان قد ذكر بأن الكثير من الأعراب يظهرون الاحترام للشيخ بمستقره الأخير بالشلف، إلا أنّ فترة تنقله بزاويته قد صادفت مرحلة ضعف الدولة الزيانية وبداية حركة القبائل الهلالية من جنوب هضبة وسهول السرسو إلى إقليم الشمال. أدّت هذه الحركة إلى صراعات في المنطقة بين القبائل الزناتية الأمازيغية ذات طابع العيش القروي المستقر الذي أساسه الفلاحة وتربية الأنعام والحرف والتجارة مثل هوارة وبني راشد وبني توجين ومغراوة من جهة والهلاليين من سُويد وأحلافهم ذوي طابع العيش البدوي المتنقل الذي أساسه الرعي المتعودون على الإغارة والنهب من جهة أخرى. وكان مسرحها الوطن الراشدي والشلف والونشريس. وصارت زاويته طرفا في هذه المواجهات وقام الشيخ بدور قيادي فيها. وكانت علاقته بقبائل سُويد ورؤساءهم تتميز بالعداء، فكانوا يداهمون قافلته ويغيرون على مراعيه ويسلبون أنعامه وينهبون المطامير التي يدّخر فيها حبوبه ويلقّبونه أبو الخوص. ورغم تواضع إمكاناته الدفاعية مثله مثل المجتمعات القروية المحيطة به وتفوق الأعراب من الناحية الهجومية وتعودهم على الحروب والغزو إلا أنه كان يرد غاراتهم بالقتال وحمل السلاح ويواجه من يتعرضون إليه ويتعقب من ينهبون أمواله منهم. وكان أحيانا يميل إلى السلم ويتفاوض معهم في إرجاع الغتائم التي انتهبوها منه، فإذا فشلت مساعيه يلجأ إلى الشيخ أبي عبد الله بن واضح المغراوي المدعو أبو عبد الله المغوفل الذي يعتقدون في ولايته ليساعده على استرداد أمواله وأموال أتباعه. وينسب إليه بيت شهير من الشعر يقول فيه:

### المهدوية
اكتملت في المرحلة الأولى من ظهور أحمد بن يوسف كل عناصر الحركة المهدوية، لكنها لم تتعد مرحلة التمهيد ولم تبلغ مرحلة الإعلان بها. وروي في سيرته وقوع رؤيا لأحد أكابر أصحابه في الفاتح من شعبان سنة 919 هـ / 2 أكتوبر 1513 رأى فيها الرسول ﷺ يبلغه سلامه للشيخ ويبشره بأنه سلطان الوقت. وإن كان لقب السلطان قد ظهر قبله ابتداءا من القرن 7 هـ / 13 م ولقب به غيره من المتصوفين مثل عبد القادر الجيلاني وابن الفارض فإن نقطة اختلافه عن سابقيه تظهر في كونه سلطان الوقت. وتميزت تلك المرحلة سياسيا بضعف السلطة المركزية للدولة الزيانية وتزايد الانشقاقات الداخلية وكثرة الاضطرابات وظهور التهديدات الإسبانية بعد احتلال إسبانيا للمرسى الكبير ووهران. وقد صادفت فترة حياة أحمد بن يوسف في القرن العاشر الهجري قرب حلول العام الألف هجري واعتقاد الناس بقرب فناء العالم واقتراب يوم القيامة وانتشار الأخبار حول خروج المهدي في آخر الزمان. وقد اجتمعت فيه كثير من أوصاف المهدي فهو «صاحب الوقت وقطب الزمان والفلك وغوث الأمة والبلاد»، ويدعم ذلك كثير من أقواله التي يمكن تأويلها كتمهيد للمهدوية مثل قوله :«زاويتنا كسفينة نوح من دخلها أمن» وبأنه «فارس العقبة»، كما وصفه أعداءه والمبغضون له بالدّجّال وهو وصف يطلقه غالبا المنكرون على مدعي المهدوية. ويبدوا أن هذه الحركة المهدوية قد اختفت وتعطلت قبل الإعلان عنها رغم اكتمال المراحل التمهيدية لها وربما يعود ذلك إلى ظهور الأتراك كقوة جديدة في المغرب الأوسط.

### التحالف مع الإخوة بربروس

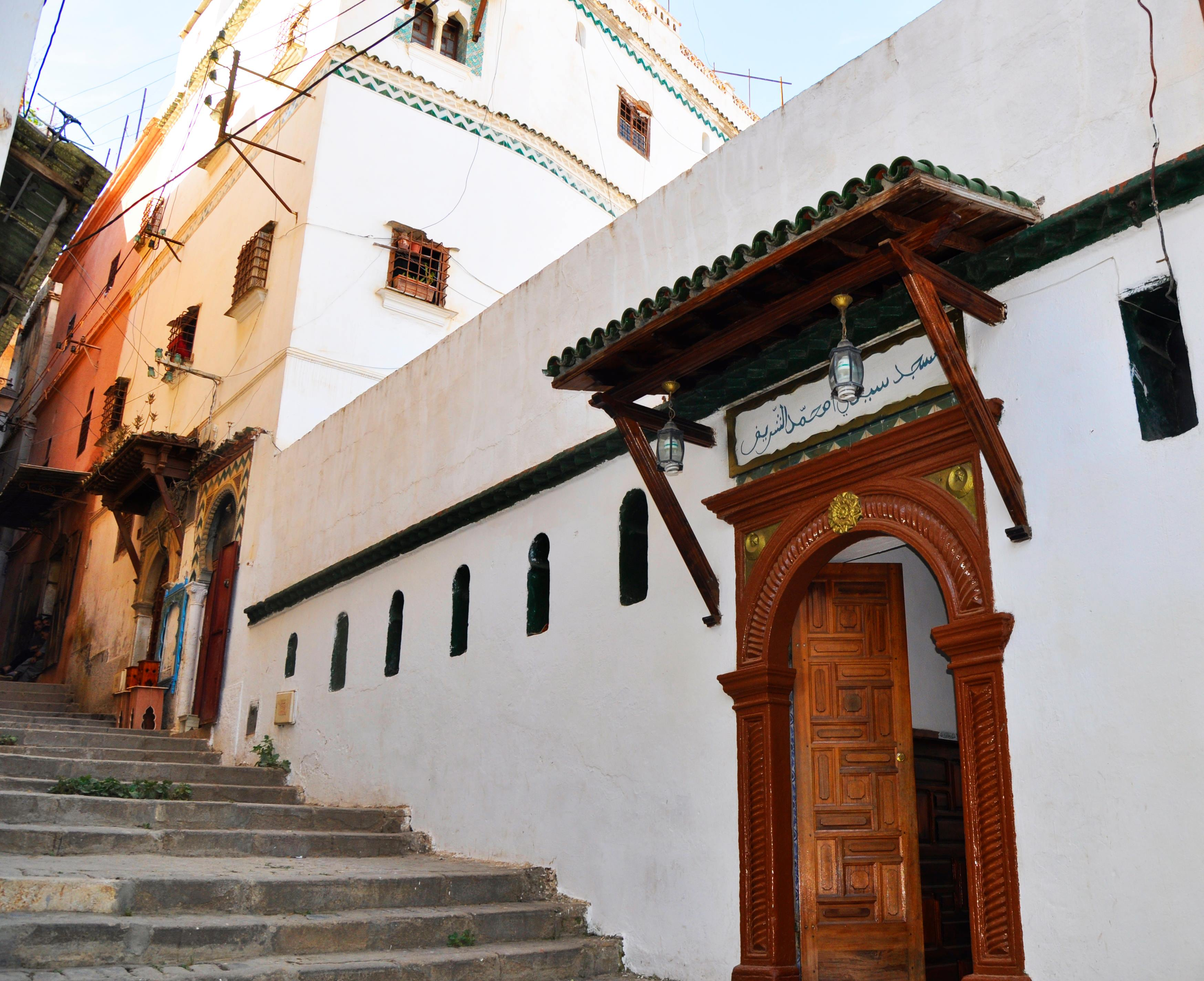
مسجد سيدي محمد الشريف الزهار بقصبة الجزائر

ترجع علاقة أحمد بن يوسف بالإخوة عروج وخير الدين بربروس إلى أولى أيام عملياتهم بغرب البحر المتوسط، إذ كان مقيما قرب وهران بقرية كريشتل الساحلية حين نزل بميناءها عروج بربروس وترجمانه. واتفق الملياني وأتباعه على تأييده لعروج والأتراك وتعهد عروج بدوره بعدم التعرض للشيخ وعائلته وأتباعه. وفي مصادر أخرى أن هذا اللقاء مستبعد وأن الاتصال والتحالف الحقيقي بين أحمد بن يوسف وعروج بدأ عندما تمكن هذا الأخير من حكم مدينة الجزائر فعليا سنة 1517.

و قد قام الأتراك منذ بدايتهم بالتعاطف مع المرابطين ورجال التصوف واستمالة رجال الدين وشيوخ الزويا الذين يتمتعون بنفوذ كبير في البلاد من أجل دعمهم وتوفير حاضنة شعبية لهم مثل أحمد بن يوسف وتلاميذه ومعاصريه مثل محمد بن عبد الجبار الفجيجي التلمساني ومحمد بن شعاعة وأبو عبد الله المغوفل المغراوي.

استمر هذا التحالف طيلة الوجود العثماني بالجزائر، فقد أكرم خير الدين بربروس محمد بن مرزوقة ابن الملياني بالهدايا لما وفد عليه بالجزائر وأقره خليفة على زاوية أبيه وطريقته بعد وفاته وعينه على رأس ركب الحج إلى البقاع المقدسة وحمله صرة الصدقات لتوزيعها بالحرم. واستمرت إمارة ركب الحج الجزائري في ذريته خاصة القاطنون منهم بوادي الحامول بنواحي المدية وذلك إلى نهاية الحكم العثماني بالجزائر. وقد شيد الباي محمد الكبير (1734-1797) حاكم بايلك الغرب في فترة (1779-1797) ضريحا ومسجدا فاخرين على ضريحه القديم بمليانة. وكانت إحدى حفيدات الملياني زوجة للداي حسين آخر دايات الجزائر. كما أعفوا أبناءه ونسله وأتباعه وأحفادهم من الضرائب. وعينوا أحد أصحابه وهو محمد الشريف الزهار نقيبا للأشراف بمدينة الجزائر، وبنو قرب ضريحه مسجدا سمي باسمه بقصبة الجزائر بعد وفاته بها سنة 948 هـ/ 1541 م، واستمرت نقابة الأشراف في ذريته طيلة العهد العثماني وكان النقيب في عهد الداي حسين الحاج أحمد الشريف الزهار وفي عهد الاستعمار الفرنسي حفيده الحاج محمود الشريف الزهار الذي كان آخر النقباء بعد إلغاء المنصب.

### دوره في الصراع التركي-الإسباني-الزياني

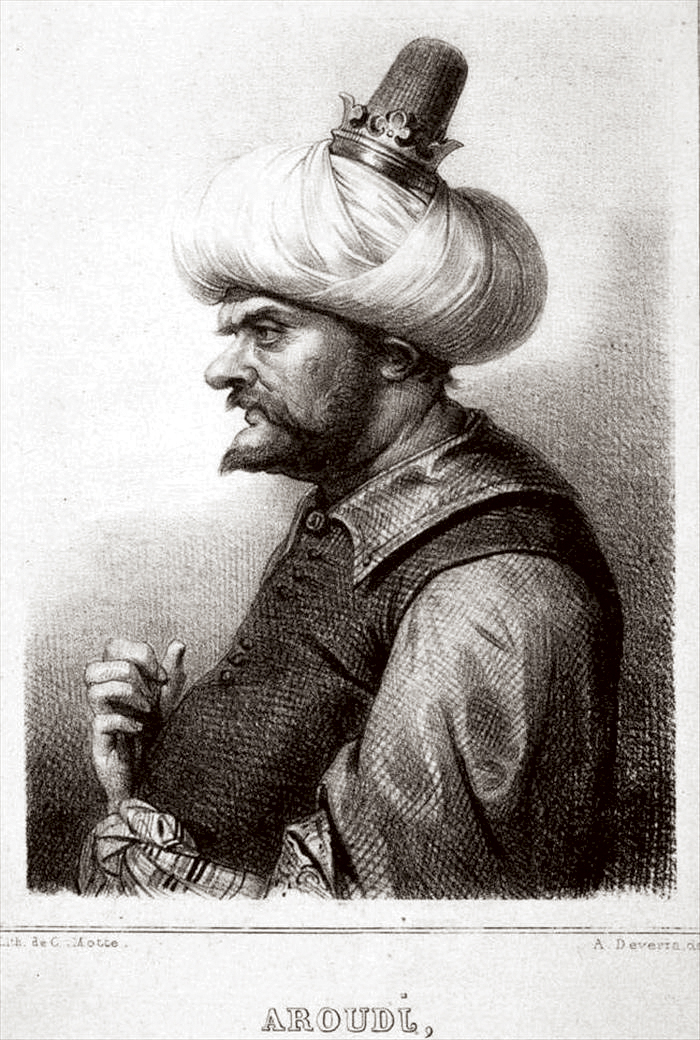
عروج بربروس حليف أحمد بن يوسف

تولى أبو حَمُّو موسى الثالث عرش تلمسان سنة 1516 متحالفا مع الإسبان فدعى أهل تلمسان عروج إلى المدينة. انطلق عروج بربروس من الجزائر في حملة عسكرية إلى تلمسان، واستولى في طريقه على قلعة بني راشد، ثم هزم جيش أبي حمو في سهل أربال (حاليا ببلدية تامزوغة بدائرة عين الأربعاء بولاية عين تموشنت) ودخل تلمسان وأعاد أبا زيان إلى الحكم ثم أعدمه بعد مدة قصيرة. وقد أعلن أحمد ين يوسف وأتباعه مؤازرته لعروج والأتراك في هذه الحملة، ولا يستبعد دخوله مع جيش الجزائر إلى قلعة بني راشد ثم بعدها إلى تلمسان وقد كان من أنصار أبي زيان والداعين إلى دعمه.

استعان أبو حمو الثالث بالإمبراطور شارلكان حاكم إسبانيا لاسترجاع عرش تلمسان. فانطلق من وهران وهاجم أولا قلعة بني راشد معقل أتباع احمد بن يوسف وقام بمحاصرتها ثم اقتحامها بعد ذلك، وقتل في هذه المعارك عدد من سكان قلعة هوارة، منهم كثير من أتباع الشيخ وحلفاء الأتراك على رأسهم كبير أتباعه وفقراءه ومرافقيه محمد الصباع القلعي المدعو ابن معزة وأيضا محمد بن سعيد القلعي و قاسم بن سعيد القلعي. بعد سقوط قلعة هوارة توجه أبو حمو والإسبان إلى تلمسان فحاصرها ثم اقتحمها وعاد إلى عرشه. وكان أحمد ين يوسف حينها بتلمسان فاستعدعاه السلطان وبعث إليه بالأمان، فلما تمكن منه سجنه بالقرب منه في قصر المشور. وتذكر سيرة الشيخ هذه الفترة على منوال كرامات الصوفية، إذ أن أبا حمو أراد اختباره ومعرفة حقيقة كونه من الأولياء الصالحين فقدم له كطعام دجاجتين إحداهما مذكاة والأخرى ميتة، فتعرف الشيخ من حينه على الدجاجة الحلال. ثم بعث إليه السيّاف، فلما دخل السجن لم يرى الشيخ وتكرر ذلك ثلاث مرات فجاء السلطان بنفسه فلم ير الشيخ فقرر إطلاق سراحه لكنه رفض الخروج من السجن وقال لرسوله : « قل له لا أخرج حتى يخرجوا جميعا لأن الله سجنني هنا» وتذكر مصادر أخرى أن سبب نجاة الشيخ هو وفاة أبي حمو الثالث في نفس سنة 1518.

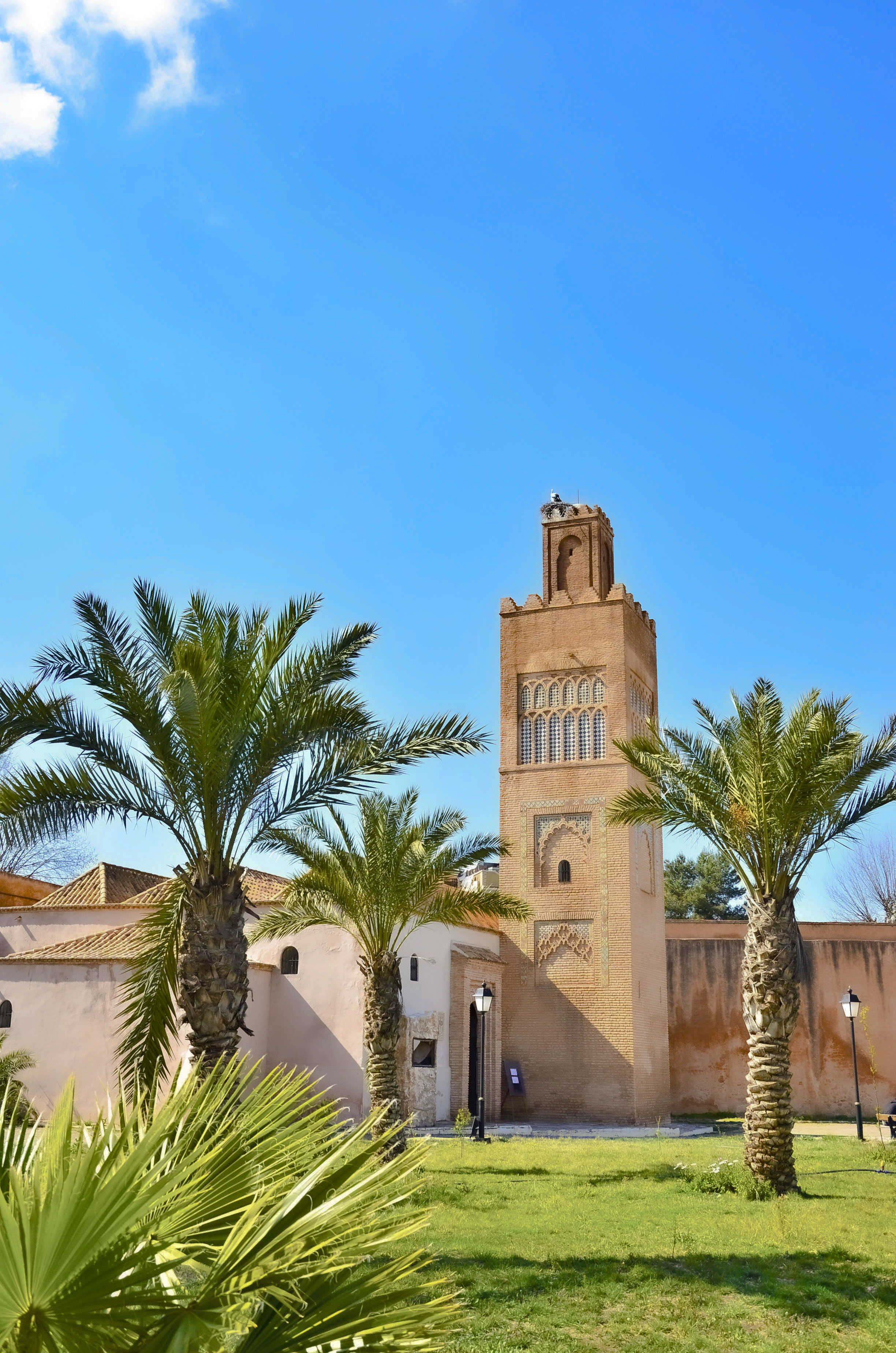
قصر المشور بتلمسان أين سُجن أحمد بن يوسف بأمر السلطان أبي حمو الثالث

توفي أبو حمو الثالث سنة 1518 وخلفه أخوه أبو محمد عبد الله الثاني الذي سياسة الحياد بين الإسبان والأتراك، ثم فضل التعاون مع الأتراك، فأبقى على أحمد بن يوسف بتلمسان لمكانته عندهم. ثار أبو سرحان المسعود على أخيه عبد الله الثاني مستعينا بخير الدين بربروس ودخل تلمسان بجيش الجزائر وتولى عرشها. أطلق المسعود سراح الشيخ أحمد بن يوسف من سجن تلمسان وانتهت بذلك مرحلة تقارب 15 سنة من توتر علاقاته مع الزيانيين لم تطل حياته بعدها كثيرا.

و قد كافأ خير الدين أحمد بن يوسف نظير تحالفه وتدعيمه للأتراك بهدايا وعطايا قدرت بأكثر من 4000 دينار وتوطدت علاقة الزاوية الراشدية بالأتراك بعد قيام دولتهم وطول مدة وجودها بالجزائر.

خير الدين بربروس، بايلرباي الجزائر

### علاقاته وأتباعه مع حكام المغرب الأقصى
دخل بعض أتباع أحمد بن يوسف المغرب الأقصى في حياته وبإذنه منهم عبد الله الخياط والحاج الشُطَيبي، واستقر الأول بجبل زرهون والثاني بقرية تازغدرة بنواحي الريف. ومنهم عمر بن سليمان الذي استقر بمنطقة بني يزناسن بناحية وجدة بين المغربين الأوسط والأقصى وبدأ بنشر طريقته التي سماها اليوسفية نسبة إلى شيخه. وقد تزعمت الطائفة اليوسفية التيار الراشدي الذي ظهر في المغرب الأقصى. لقي أتباع أحمد بن يوسف بالمغرب الأقصى، خاصة اليوسفيون منهم، معارضة كبيرة من الأوساط الفقهية والصوفية، مما أدّى بالسلطان الوطاسي محمد البرتغالي بالتدخل ضد أتباعه المقيمين بمجال حكمه.
أرسل أحمد بن يوسف إلى السلطان محمد البرتغالي رسالة يتحدى بها فقهاء العاصمة الوطاسية فاس ويدعوه فيها إلى كف الأذى عن أتباعه هناك وقد وردت في كتاب بسان الأزهار للقلعي ونصها:

«المولى جلّ جلاله مدني بمدده ووصفني بأوصافه، أنا هو وهو أنا

يا أمير المؤمنيين لا تقهر الفقراء، حتى يعمل لك العلماء برنسا من الثلج ويلبسوه في الصمايم، ومن الماء عمامة ويشدوها شدا مائلا، ومن الريح قنديلا ويعملوا فيه فتايلا »

و قد عُدّ هذا اللغز من أقواله المأثورة في كتاب البستان وورد بصيغة مشابهة أيضا نصها:

«جعلت من الماء عمامة فشددتها شدا مائلا وجعلت من الثلج برنسا أغطيه إلى السماء وجعلت من الريح قنديلا ومن الضباب فتائلا »

 وذكره الورتيلاني بصيغة أخرى قريبة من السابقتين نصها:

«نسجت برنسا من ماء فغطيت به من الأرض إلى السماء، وجعلت عمامة من ثلج، وقناديل من ريح، وفتائل من ضباب »
ويعتبر هذا اللغز شبيها ببعض ألغاز مشاهير الصوفية مثل لغز «زايرجة العالم» لأبي العباس السبتي. وقد جمع السلطان فقهاء حضرته ليحلوا له هذا اللغز فعجزوا عن ذلك، وأخبروه بأن هذا الكلام لا يفهمه إلا أهله.

و قد استمرت مشكلة الطائفة اليوسفية مع حكام المغرب الأقصى فقام السلطان السعدي عبد الله الغالب بإعدام بعض شيوخهم وسجن كثير منهم. وقد انتعشت دعوتهم ونشاطهم الديني من جديد بعد وفاة السلطان السعدي أحمد المنصور التي أعقبها كثرة الاضطرابات التي عرفتها الدولة السعدية. وقد قام السلطان الرشيد العلوي مؤسس الدولة العلوية باستفتاء الفقهاء في أمر الطائفة اليوسفية وحكم عليهم سنة 1080 هـ / 1669 م بحكم الردة فاستتابهم وسجنهم شهورا بفاس ثم أطلق سراحهم. وقد حكم بعد ذلك السلطان إسماعيل العلوي سنة 1102 هـ / 1691 م على اليوسفيين بنواحي تادلا وزمور بحكم الزندقة ونكبهم نكبة شديدة فقتل 63 من شيوخهم وقضى على تراثهم وقام بترحيلهم من مواطنهم وتفريقهم في القبائل والنواحي.

## في الذاكرة الشعبية
كان أحمد بن يوسف من أكبر الشخصيات الصوفية التي خصتها التآليف والأشعار، وبقي اسمه رمزا لقوة روحية له ولأحفاده من بعده بالمنطقة. ورغم ما تعرضت له الطائفة اليوسفية، التي اشتهرت بالغلو في شخصه، من نكبات أضعفتها في المغرب لأقصى، فقد ظل خدام طريقته وأتباعه يشدون الرحال من مختلف مناطق الجزائر والمغرب إلى ضريحه بمدينة مليانة. وكان هؤلاء الأتباع يأتون من المغرب من مناطق قبيلة الزكارة قرب وجدة ومن غياثة قرب تازة ومن الرحامنة قرب مراكش ومن الجزائر من المشرية وعين الصفراء وواحات توات ومن العطاونة والغنانمة قرب بني عباس ومن وادي الشعير قرب البرواقية وينظم إليهم ركب سكان مختلف الدواوير والمناطق المحيطة بمليانة مثل زكار وبومعاد وواجر وبني فرح حاملين الأعلام والرايات (السناجق). وتتحول هذه الزيارات إلى مهرجان شعبي فلكلوري يعرف بالوعدة، تتخلله سباقات الخيل وألعاب الفروسية والرقص والزغاريد.
و كانت قبائل الرُحّل المعروفين باسم عامر أو بني عداس يقومون بزيارات سنوية إلى ضريح مليانة في نهاية فصل الربيع أو بداية الصيف، وكانوا يعظمون أحمد بن يوسف ويقسمون باسمه وكان اسم «بن يوسف» من الأسماء الشائعة التي يُسَمّون بها أبناءهم.
و يعتبر ضريح الراشدي مركزا شعائريا يدخل في العديد من عادات وتقاليد مدينة مليانة وضواحيها وموروثها الشعبي والديني. مثل إقامة صلاة الجنازة وأداء القسم الشرعي وحفلات الختان والأعراس والمولد النبوي.

و قد لعبت سياسة الأتراك اتجاه الصوفية في الجزائر دورا مهما في تعزيز مكانة أحمد بن يوسف وزاويته وأحفاده في المنطقة وفي المحافظة على ذكراه وتعزيز نفوذه الروحي من أجل ضمان تهدئة الفتن بين سكان الجبال والتصدي للفوضى بين قبائل السهول، وأدت هذه السياسة بمن كانوا في زمن سابق من أتباع أعداءه مثل بني فرح وبني مناصر وهم عشيرة خصمه اللّدود الشيخ سميان المناصري بالدخول في جملة أتباعه وخُدّامه.

كما تنسب لأحمد بن يوسف مجموعة من الأدعية والأقوال المأثورة المسجوعة في المدن والقرى والقبائل تعدت 118 قولا معظمها ساخرة، كان قائلوها ينسبونها إلى أحمد بن يوسف لإعطائها نوعا من الأهمية والمصداقية. ولم يتميز الراشدي عن بقية مشايخ التصوف في أولى دراسات المستشرقين إلا بهذه الأقوال والأدعية المنسوبة إليه، كما تميز عبد الرحمن المجذوب بالأزجال المنسوبة إليه.

و قد قام المستشرق الفرنسي رينيه باسيه (René Basset) بجمعها في مقال بالفرنسية، مع ذكرها بالعربية، سماه الأقوال الساخرة المنسوبة لسيدي أحمد بن يوسف (Les dictons satiriques attribués à Sidi Ah̓med ben Yousof) وهي أقوال في قبائل متعددة وكثير من المدن وسكانها. يبدأ المقال بقولين أولهما في قبيلة بني وراغ الزناتية بناحية عمي موسى «بني وراغ راغت منهم (انصرفت عنهم) الأنبياء والأولياء»، والثاني في قبيلة بني عامر العربية بنواحي وهران «بني عامر دايرتكم يهود ودرهمكم دية موجود». وبعض هذه الأقوال تمدح بعض المدن كقلعة هوارة مثل «قلعة بن زعزوع مانعها من الدجال والفزوع»، وتذم بعضها الآخر كوهران مثل «وهران فاسقة، يدخلوها الدراهم كالحشيش، ويطيروا كالريش»، وو تتأرجح بين المدح والذم لمدن أخرى وسكانها مثل مستغانم وتلمسان والجزائر والبليدة وقسنطينة وطرابلس وتونس.

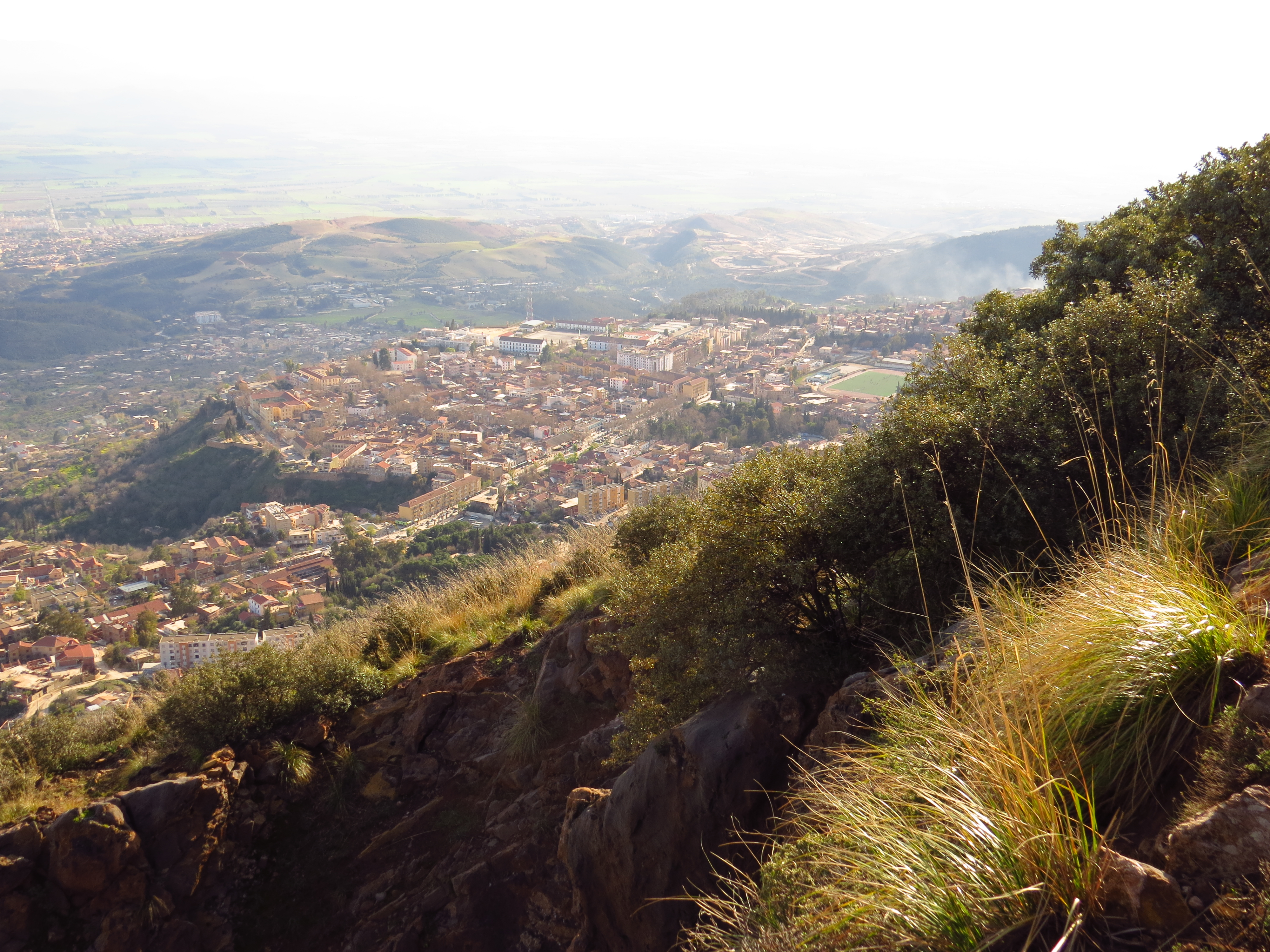
مدينة مليانة المثوى الأخير لأحمد بن يوسف
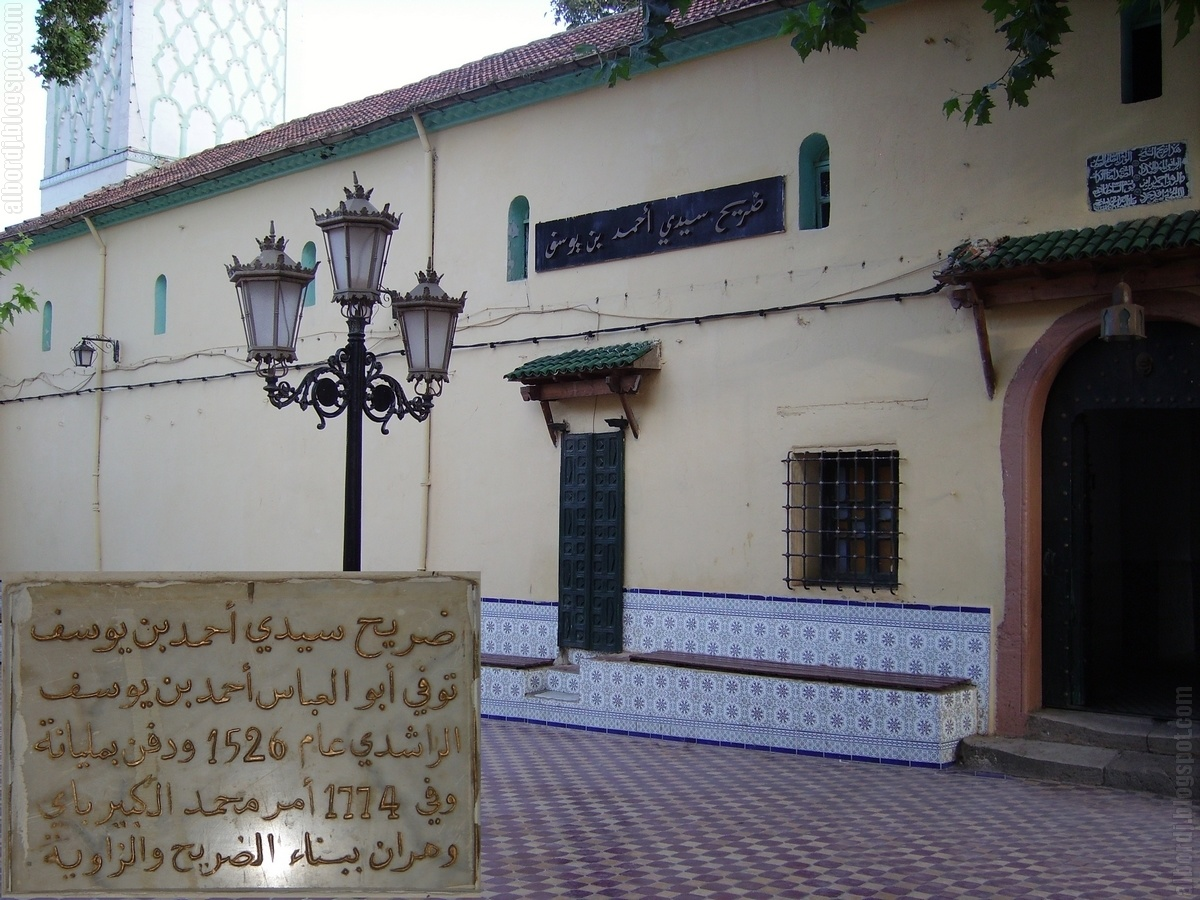
ضريح ومسجد أحمد بن يوسف
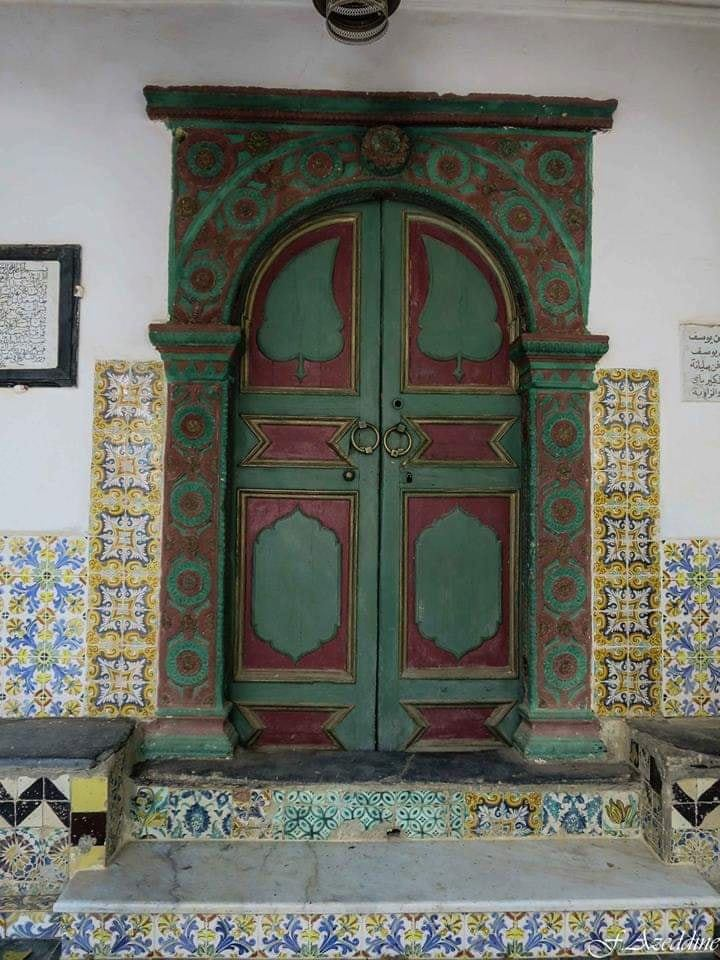
مدخل الضريح من داخل المجمع
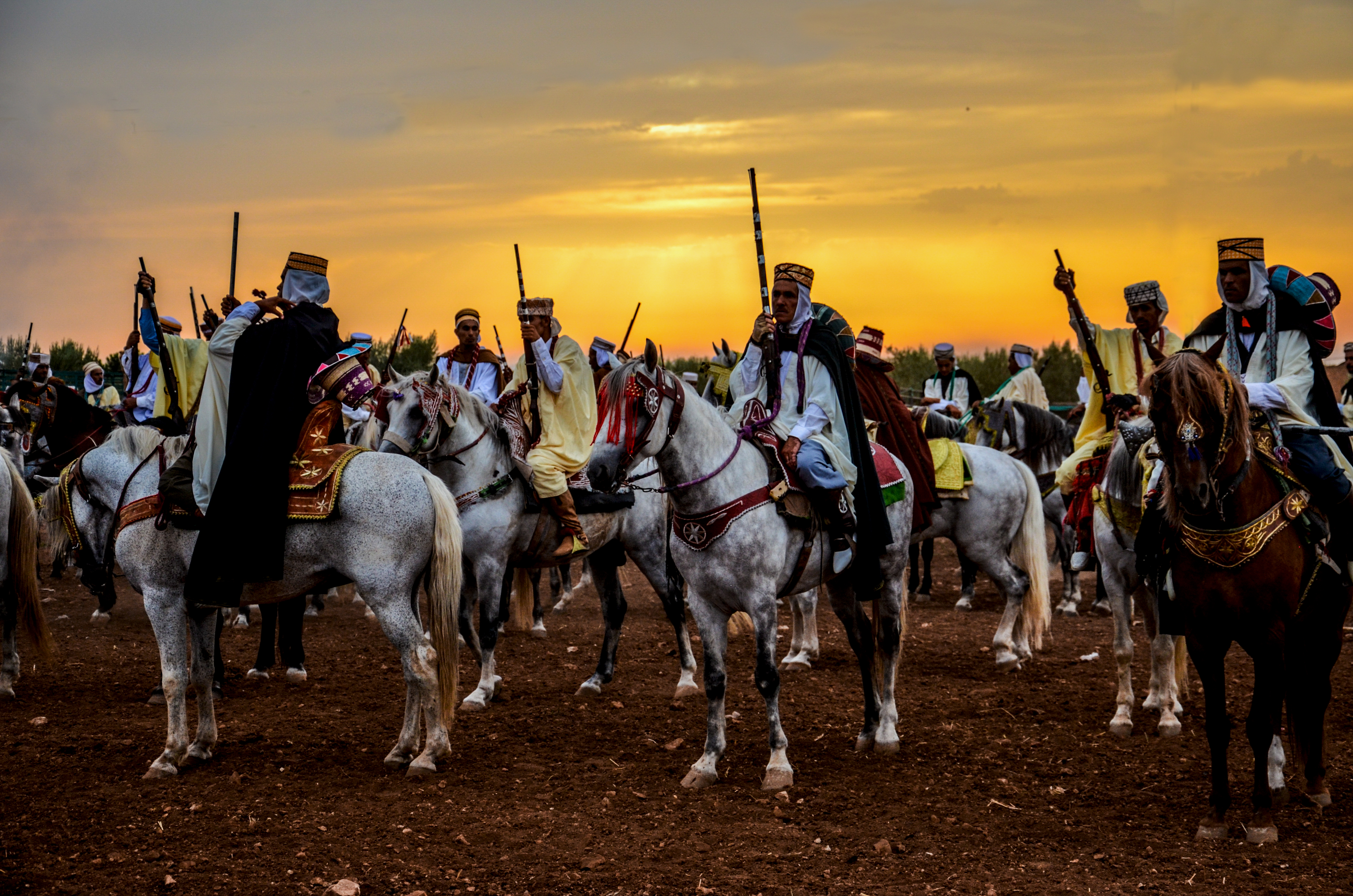
ركب فنتازيا وهي من أهم مظاهر الاحتفالات بالمواسم

### باللغة العربية
- نجمي، عبد الله (2000)، التصوف والبدعة بالمغرب طائفة العكاكزة، ق 16-17م (pdf) (ط. الأولى)، الدار البيضاء، المغرب: مطبعة النجاح الجديدة
- حاج صادق، محمد (1964)، مليانة ووليها سيدي أحمد بن يوسف (pdf) (ط. الأولى)، الجزائر: ديوان المطبوعات الجامعية
- بن منصور، عبد الوهاب (1990)، أعلام المغرب العربي ج5 (pdf) (ط. الأولى)، الرباط: المطبعة الملكية
- سعد الله، أبو القاسم (1998)، تاريخ الجزائر الثقافي (pdf) (ط. الأولى)، بيروت، لبنان: دار الغرب الإسلامي
- المدني، أحمد توفيق (1965)، حرب الثلاثمائة سنة بين الجزائر وإسبانيا (pdf) (ط. الأولى)، الجزائر: المؤسسة الوطنية للنشر والتوزيع

### بلغاتٍ أجنبيَّة
- Bodin, Marcel (1925). Notes et questions sur Sidi Ahmed-Ben-Yousef (Revue Africaine Volume 66 année 1925) (بالفرنسية). Alger: Jules Carbonel. Archived from the original on 2019-12-21.
- Basset, René (1890). Les dictons satiriques attribués à Sidi Ah̓med ben Yousof (Journal asiatique, huitième série, Tome 16, Septembre-octobre 1890) (بالفرنسية). Paris: Imprimerie Nationale. Archived from the original on 2020-06-16.